# Joaquima Guasch i Calzada
Joaquima Guasch i Calzada (Parets del Vallès, 16 de octubre de 1926-Mataró, 1 de octubre de 2016) fue una poetisa española. Escribió y recitó poesías en diferentes concursos y recibió varios premios.  También fue miembro fundadora y participó del grupo de poesía Niu d'Art Poètic y cantante de la Societat Coral Art i Unió.

## Trayectoria
Era la hija de los campaneros de Parets, Maria Calzada y Esteve Guasch. También era conocida como la "Quima de Can Pau Moragues", ya que nació en esa casa. Estuvo vinculada a las asociaciones vecinales de su pueblo y conoció con precisión la historia local de su época.
Estudió primaria en la época republicana en catalán, con unos modelos de enseñanza muy avanzados. Durante la guerra civil española tuvo de profesor y cura a Joan Manuel de Imbert. Una vez dejó la escuela, en plena posguerra, trabajó en una vaquería de Pueblo Nuevo de Barcelona. El día 23 de enero de 1951 se casó con Joan Cortés Roca en la iglesia de Sant Esteve de Parets y su antiguo maestro, el padre Imbert, les casó. Trabajó como carnicera en el establecimiento de Parets, propiedad del tío de su marido. En su tiempo libre leía poesía, y de manera autodidacta aprendió a componer sus propias poesías. Más tarde se trasladó a Mataró.
Como miembro del grupo de poesía Niu d'art Poètic participó en concursos como poeta. Como rapsoda, recitó poemas de los poetas catalanes como Jacint Verdaguer, Miquel Martí y Pol o Joan Maragall.
En 1980, con la fundación de RAP 107, fue una de las personas que colaboraron en las primeras emisiones, recitando sus poemas, además fue entrevistada varias veces por la televisión Vallès Visió y la publicación Parietes, y aportó gran cantidad de información oral a la mayoría de publicaciones locales de Parets del Vallès.
Colaboró en el documental El Llegat de la Paraula.

## Obra
Después de muchos años componiendo y recitando poemas, se decidió a hacer una recopilación de todas sus poesías en el libro La meva història de records i pensaments. El libro está ordenado en nueve apartados, gran parte de las poesías de estas secciones están dedicadas a personas o a temas locales, y la parte más pequeña hace alusión a la tierra catalana. Empieza con un conjunto de poesías que hacen referencia al amor y los sentimientos; después sigue con su vida más íntima y cercana, su entorno familiar; los últimos apartados hablan del Vallés Oriental. También dedica unos versos a la Navidad y a los Juegos Florales. Sus poesías contienen muestran humanismo y misticismo; y utilizaba un lenguaje llano que retrataba a muchos de sus familiares, amigos y personas que vivieron en el entorno de su pueblo.